# 大泉山勇希
大泉山 勇希（おおいずみやま ゆうき、1987年5月21日 - ）は、日本の元俳優、タレントである。東京都練馬区出身。練馬区立大泉北小学校、練馬区立大泉北中学校、東京都立練馬高等学校卒業、帝京大学卒業。
身長：176cm、体重：100kg。血液型：AB型。B110・W106・H108。靴のサイズは28cm。
趣味：野球、ゴルフ、居合剣術、チューバ。特技：空手、格闘技、アクション、ボイスパーカッション。

## 来歴・人物
- 喫煙者で吸っている銘柄は「アメリカンスピリットメンソールウルトラ・ライト」である。
- アルコールは一切飲めないが居酒屋が好きらしい。

## 出演

### テレビ
- 超人、ウタダ

### CM
- サントリー
- アサヒビール

### Vシネマ
- 木槿の花
- 兄弟の墓場
- 白竜